# Dani Karavan
Dani Karavan (Tel-Aviv, 7 de desembre de 1930 - Tel-Aviv, 29 de maig de 2021) fou un artista plàstic i escultor israelià. Fou el primer estranger a rebre el Premi Nacional de Cultura atorgat per la Generalitat de Catalunya.

## Biografia
Karavan va començar la seva formació a l'edat d'onze anys a l'Acadèmia de Belles Arts de Bezalel a Jerusalem, Fou membre del Quibut Harel, del qual fou membre fundador el 1948, fins al 1955. El 1956 es va traslladar a Itàlia per continuar els seus estudis a l'Acadèmia de Belles Arts de Florència i, més endavant, a l'Académie de la Grande Chaumière de París. Des d'aquell moment, no ha deixat de rebre reconeixements tant en l'àmbit nacional com internacional, i ha rebut nombrosos premis.
Entre els premis rebuts es troben el Premi d'Israel d'escultura el 1977 i el Premi Praemium Imperiale d'Escultura, que li fou atorgat per l'Associació Japonesa d'Art de Tòquio el 1998.

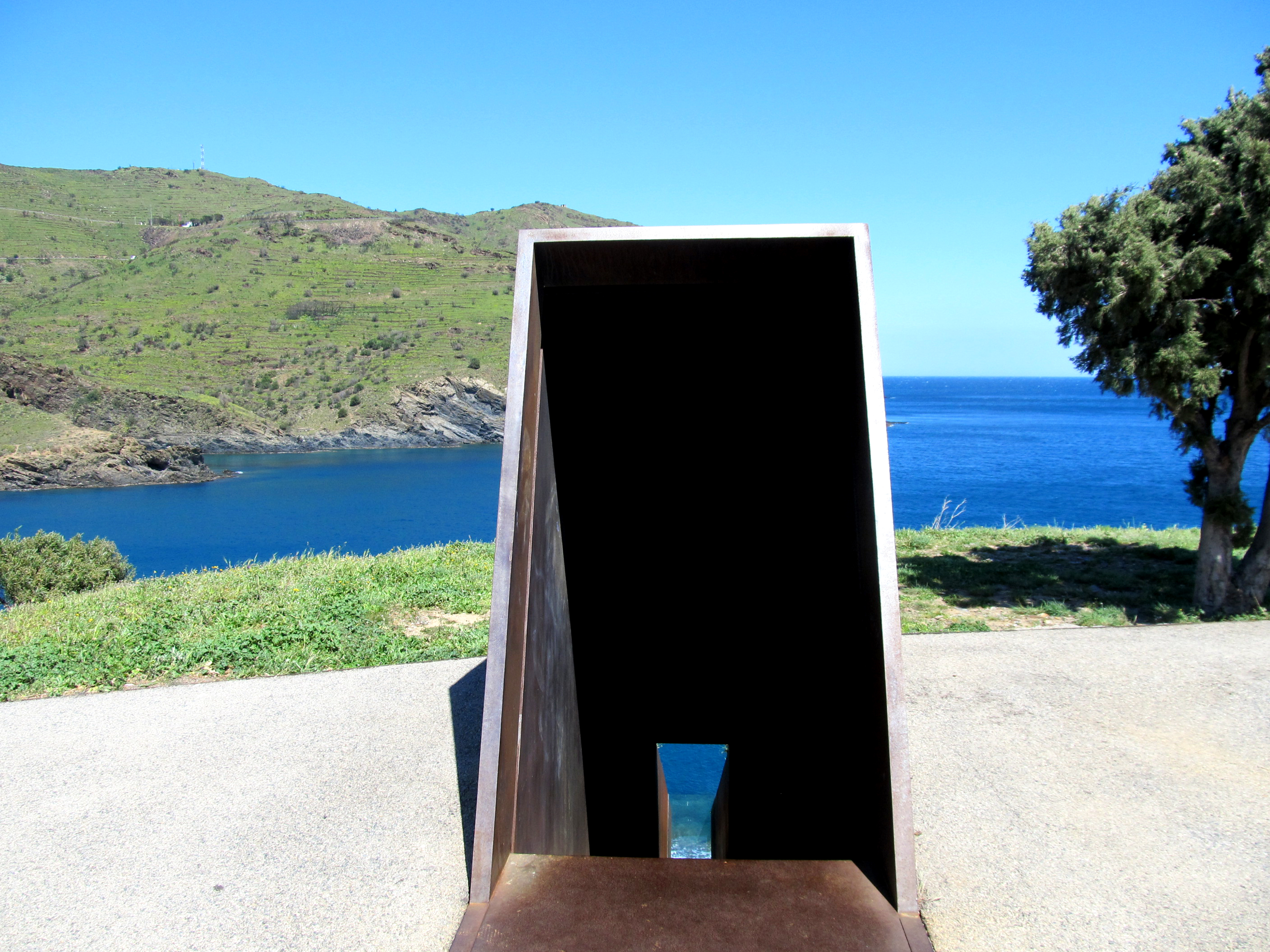
Memorial a Walter Benjamin a Portbou

Un dels darrers reconeixements internacionals va ser el 2016 a Catalunya on va rebre el Premi Nacional de Cultura per l'obra Passatges, integrada al paisatge fronterer de Portbou, en homenatge al filòsof alemany, d'origen jueu, Walter Benjamin, a la seva vida i tràgic final en aquesta població on, després d'una dura travessa a peu pels Pirineus, se suïcidà el 26 de setembre de 1940. El Memorial vol simbolitzar els valors humans de cultura i de pau, en memòria de tots els que fugen a la recerca de llibertat. L'encaix d'aquesta obra al paisatge i el seu significat s'ha convertit en un pol d'atracció d'intel·lectuals i visitants d'arreu del món.

## Obra i significació

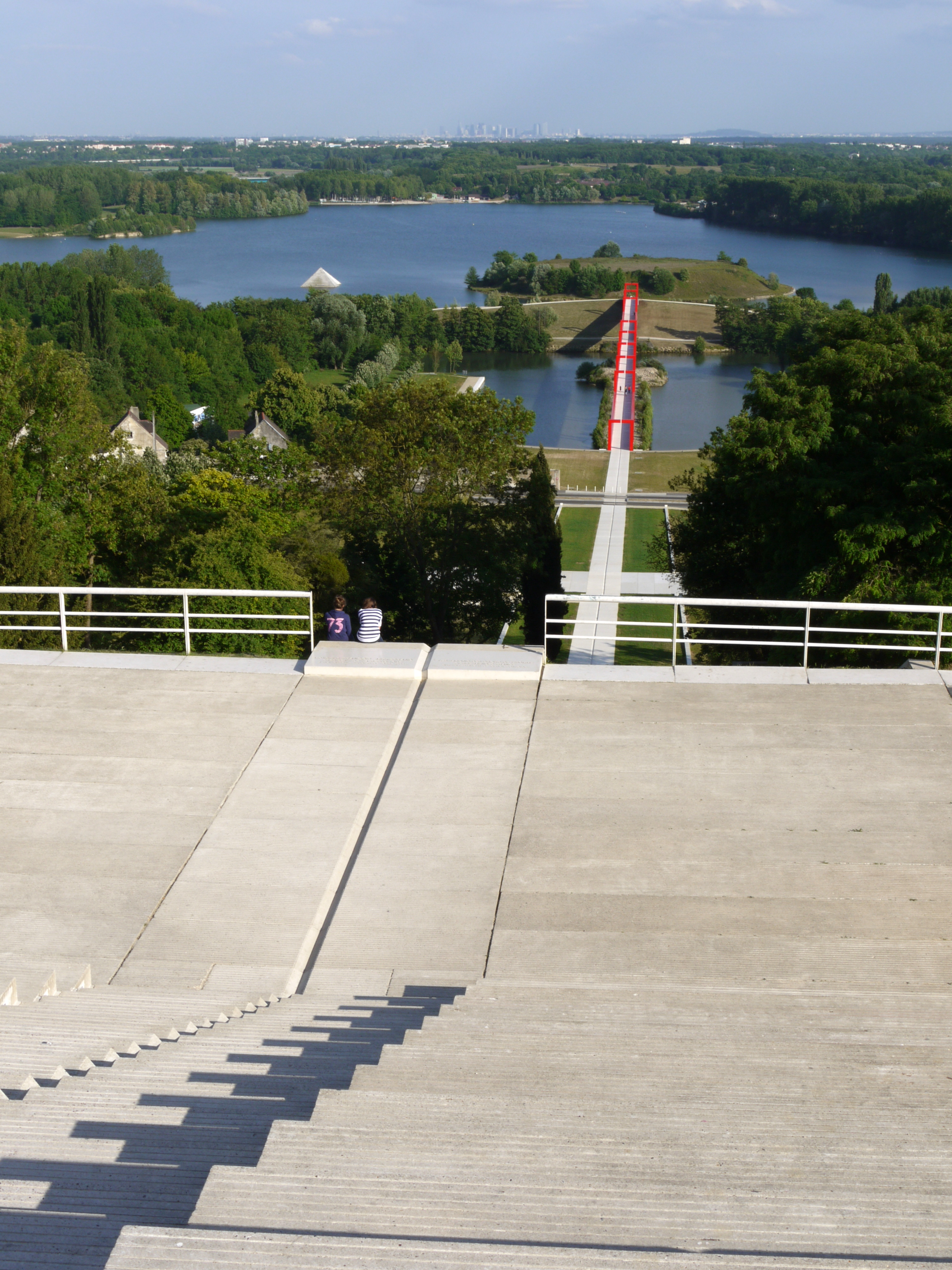
Axe Majeur a Cergy (França), obra que connecta la ciutat amb el centre d'oci situat en un bucle de l'Oise

Karavan ha estat un artista compromès amb la seva obra a encàrrecs públics i vincula el seu treball a la promoció de la pau a tot el món. En aquest sentit, un exemple de la seva obra compromesa és la creació de la Plaça de la Tolerància, una donació feta a la UNESCO per l'estat d'Israel i l'artista, que fou inaugurada l'1 de maig 1996, dedicada a la promoció de la Pau per part d'aquesta organització i en homenatge al primer ministre israelià Yitshaq Rabín, actor destacat per la Pau a l'Orient Mitjà, assassinat el 4 novembre 1995.
Des de principis dels anys seixanta, Karavan ha dissenyat escenografies per a teatre, dansa i òpera. Així, entre 1960 i 1973 s'encarregà del disseny d'escenografies per a la Companyia de Dansa Inbal i Bat Sheva Dance Company d'Israel i per a la Martha Graham Dance Company de Nova York. El 1991 va participar en la primera Biennal d'Arquitectura de Venècia, a Itàlia, amb el Pavelló d'Israel. Entre el 1993 i el 1995 treballà en Ma'ayan, una escultura ambiental dedicada a les víctimes d'Hiroshima, al Museu d'Art de Miyagi, a Sendai, al Japó. L'any 2000, una de les seves darreres obres fou Way of Peace, una escultura que es va convertir en una fita en l'art ambiental, a Nitzana, a Israel, prop de la frontera amb Egipte. Aquell mateix any fou anomenat membre de l'Accademia delle arti del disegno d'Itàlia.
Una de les seves obres més espectaculars és Axe Majeur, obra monumental d'art natura, situada en el departament de Val-d'Oise a França. El treball començà a ser dissenyat el 1980. Aquesta obra ha continuat durant més de 30 anys i encara no es pot considerar acabada.
Karavan fou, mitjançant l'art, un destacat promotor de la tolerància i la defensa dels drets humans, especialment a l'Orient Mitjà.